# Estación Pedernera
Pedernera es una estación ferroviaria ubicada en el paraje rural del mismo nombre, Departamento General Pedernera, Provincia de San Luis, República Argentina.

## Servicios
No presta servicios de pasajeros desde 1993. Por sus vías corren trenes de carga de la empresa estatal Trenes Argentinos Cargas.

## Historia
En el año 1907 fue inaugurada la Estación, por parte del Ferrocarril Buenos Aires al Pacífico, en el ramal de Retiro a Mendoza.
La Estación contaba con dos dependencias externas o casillas donde vivían los auxiliares ferroviarios, con una plataforma para trabajos de mantenimiento y un altillo.
Uno de sus últimos jefes fue Carlos Romero, oriundo de la localidad de Santa Rosa del Conlara, San Luis.
Frente a la Estación de Trenes, estaba la Escuela Rural. Una de sus maestras y directoras fue la Sra. Mirta Barroso, oriunda de la ciudad de Villa Mercedes.